# Marta Mart'janova
Marta Mart'janova (in russo Марта Мартьянова?; 1º dicembre 1998) è una schermitrice russa, specializzata nel fioretto.

## Palmarès

### Risultati élite
In carriera ha ottenuto i seguenti risultati:
Giochi olimpici
Individuale
A squadre
- Oro nel fioretto a Tokyo 2020

Europei
Individuale
A squadre
- Argento nel fioretto a Tbilisi 2017
- Argento nel fioretto a Novi Sad 2018

## Onorificenze

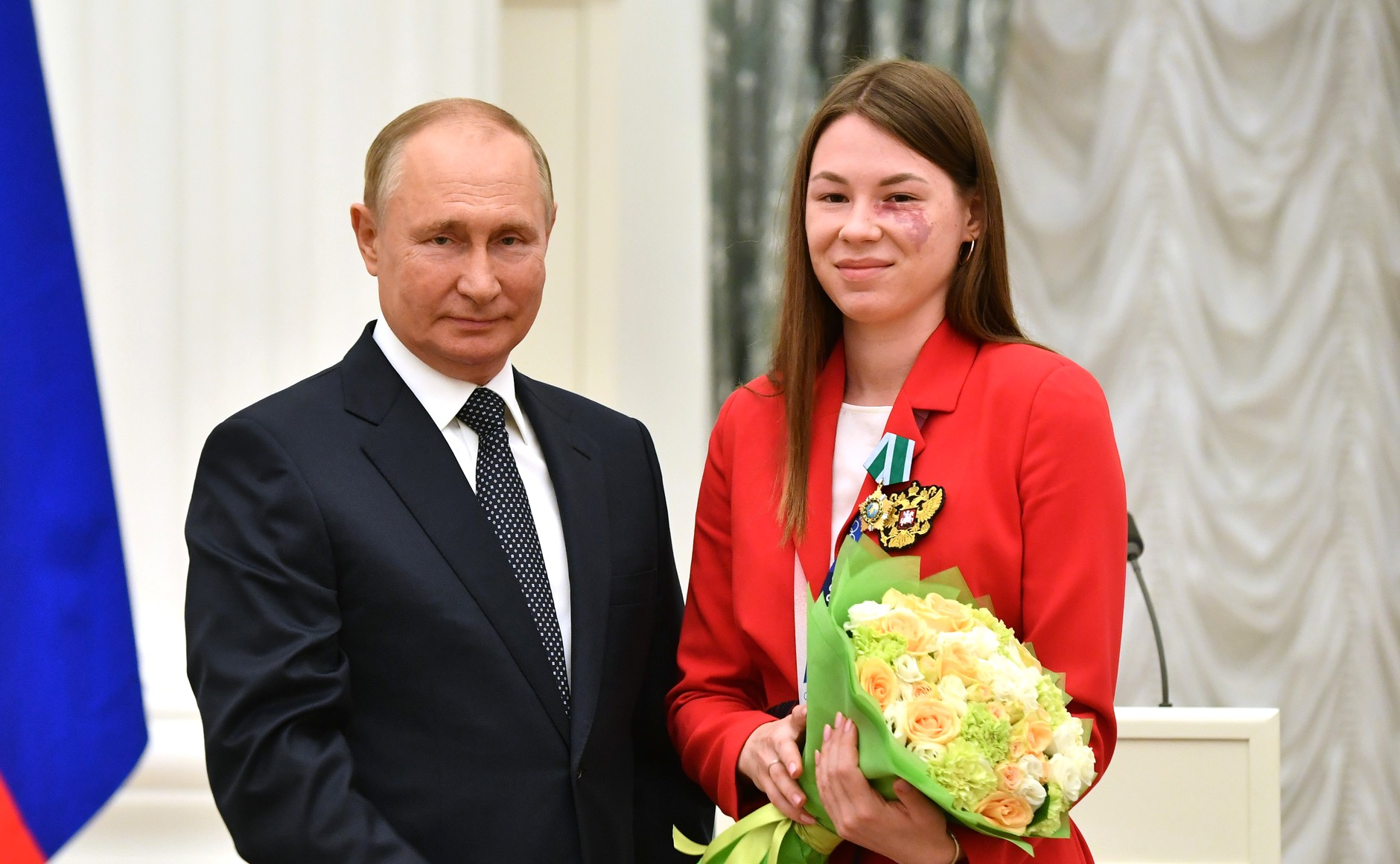
Il presidente russo Vladimir Putin e Marta Mart'janova, alla cerimonia per l'assegnazione dell'Ordine dell'Amicizia.